# Lucicutia frigida
Lucicutia frigida är en kräftdjursart som beskrevs av Wolfenden 1911. Lucicutia frigida ingår i släktet Lucicutia och familjen Lucicutiidae. Inga underarter finns listade i Catalogue of Life.